# آلپسی (دریاچه)
آلپسی (به انگلیسی: Alpsee) یک دریاچه در ناحیه استالگوی بایرن، آلمان است که در حدود ۴ کیلومتری جنوب شرقی فوسن و در نزدیکی قلعه‌های نوی‌شوان‌شتاین و هوهن شوانگائو واقع شده‌است. این دریاچه کمتر از پنج کیلومتر خط ساحلی دارد و عمق آن به ۶۲ متر می‌رسد.

## شرح
آلپس با توجه به نزدیکی آن به قلعه‌ها و قوهای وحشی که در دریاچه زندگی می‌کنند، یک جاذبه گردشگری محبوب به حساب می‌آید. در این منطقه قایق‌هایی برای کرایه در دسترس هستند و طیف گسترده‌ای از مسیرهای پیاده‌روی در مجاورت آن وجود دارد.

## نگارخانه

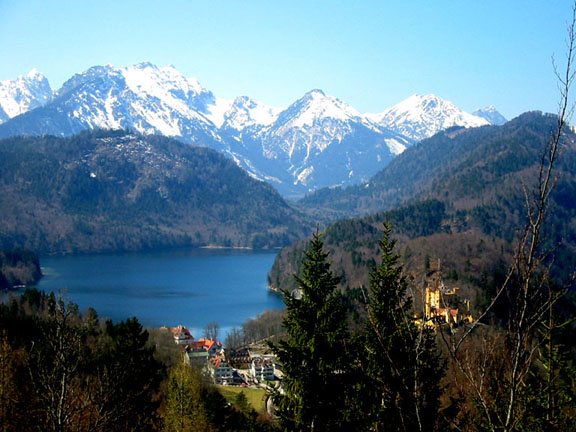
نمایی از قلعه نوی‌شوان‌شتاین، با هوهن شوانگائو در سمت راست پایین قابل مشاهده است
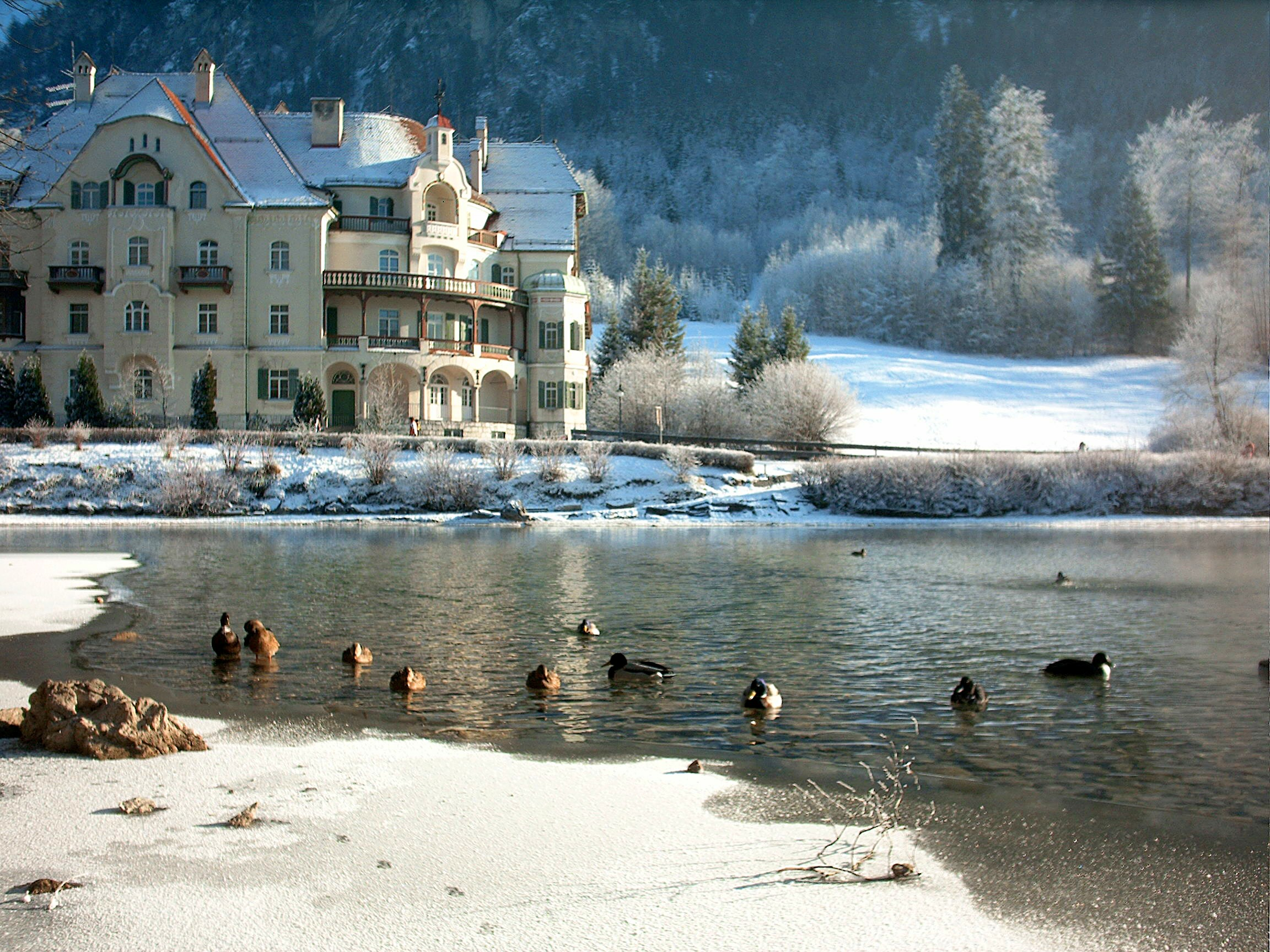
هتل در روز کریسمس ۲۰۰۶
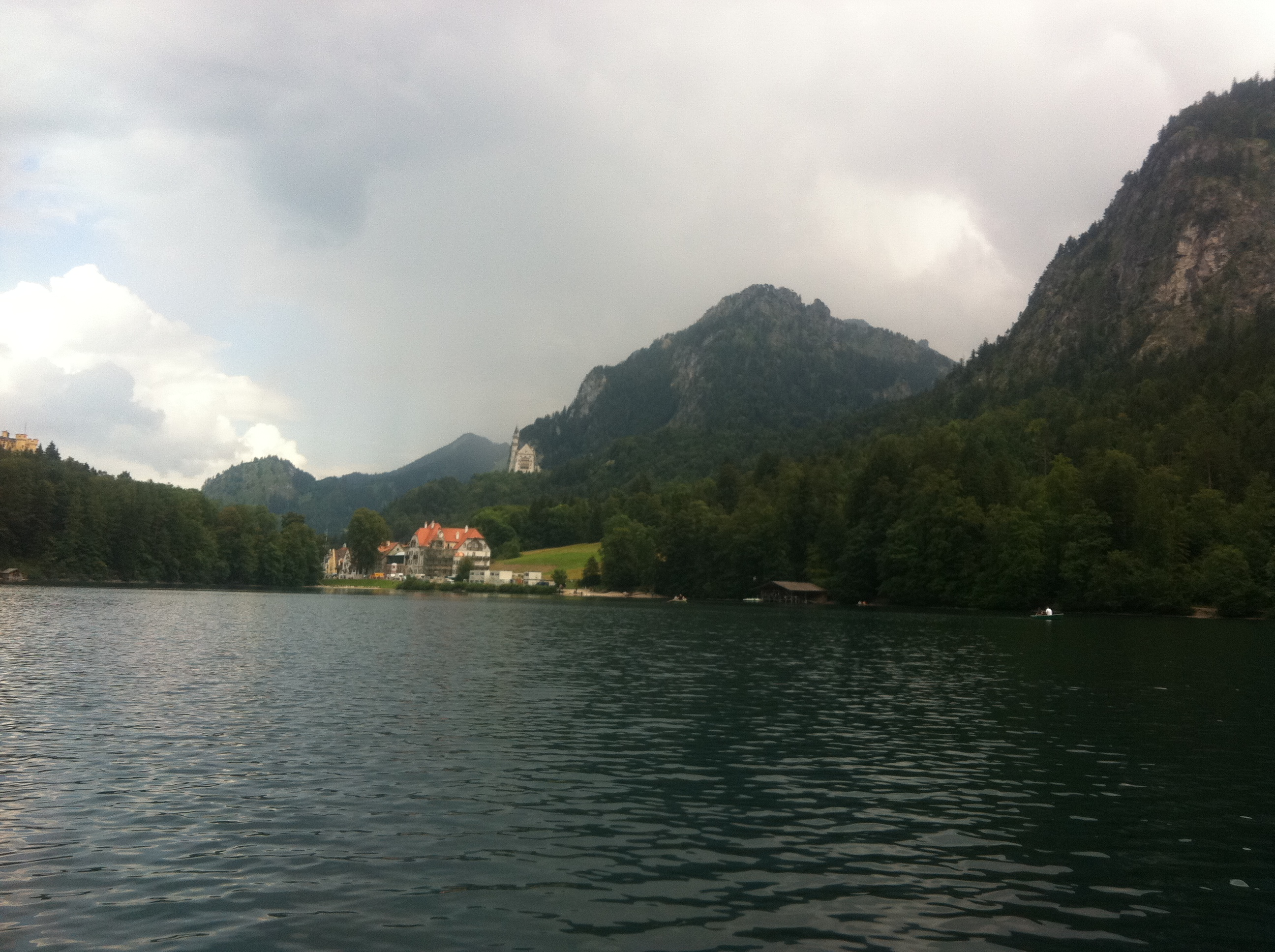
مشاهده در قایق ۲۰۱۱
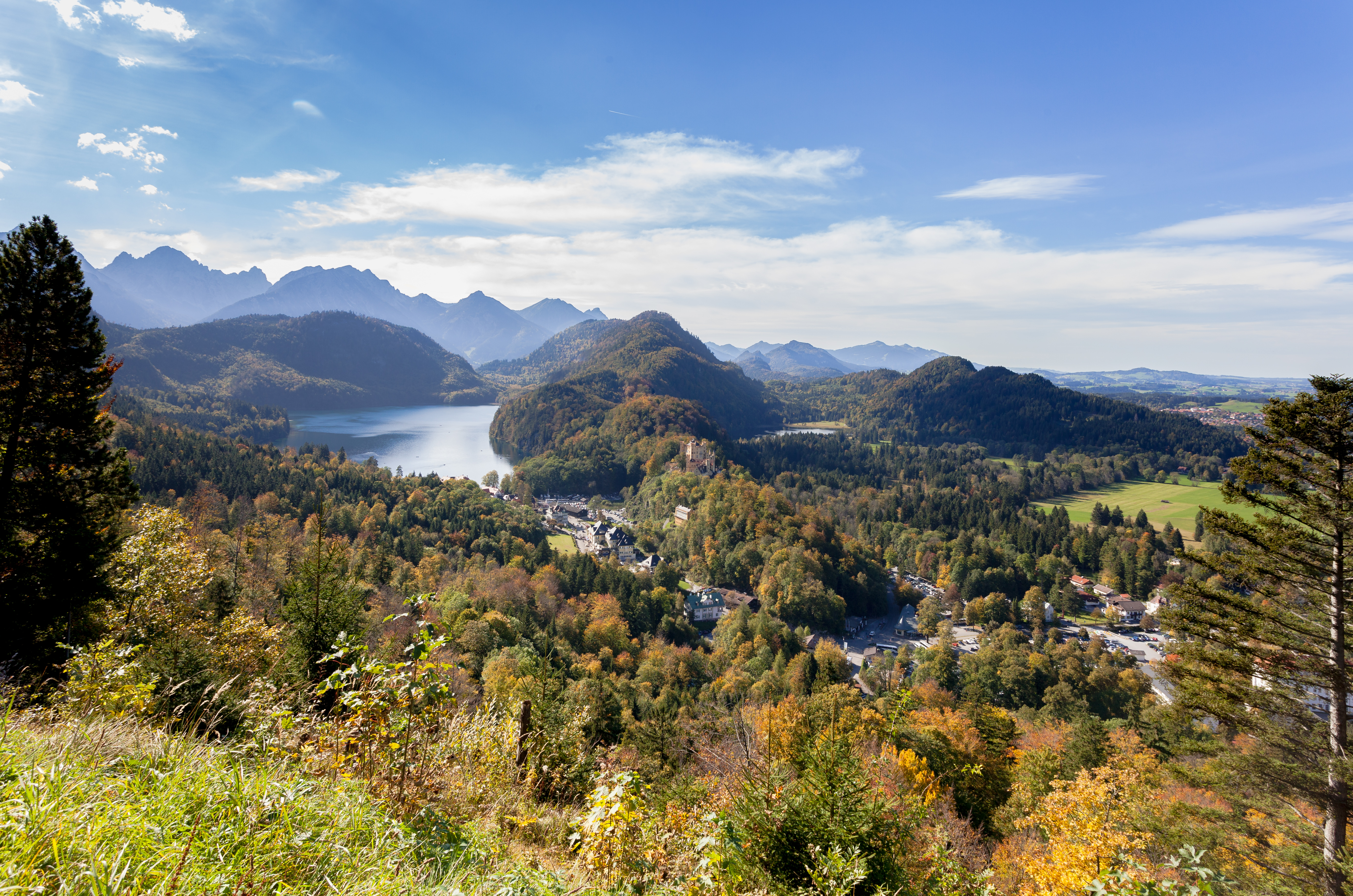
آلپسی با قلعه‌های نوی‌شوان‌شتایون وهوهن شوانگائو